# Xã Montmorency, Michigan
Xã Montmorency (tiếng Anh: Montmorency Township) là một xã thuộc quận Montmorency, tiểu bang Michigan, Hoa Kỳ. Năm 2010, dân số của xã này là 1.117 người.